# Knowing Men
Pour plus de détails, voir Fiche technique et Distribution.
Knowing Men est un film britannique réalisé par Elinor Glyn d'après un de ses romans, et sorti en 1930.

## Fiche technique
- Réalisation : Elinor Glyn
- Scénario : Edward Knoblock d'après le roman Knowing Men d'Elinor Glyn
- Photographie : Charles Rosher
- Production : Talkicolor
- Distributeur : United Artists
- Durée : 95 minutes
- Date de sortie : février 1930

## Distribution
- Carl Brisson : George Vere
- Elissa Landi : Korah Harley
- Helen Haye : Marquise de Jarmais
- C. M. Hallard : Marquis de Jarnais
- Henry Mollison : Frank Bramber
- Thomas Weguelin : Michelet
- Marjorie Loring : Blanche
- Jeanne de Casalis : Delphine
- David Herbert

## Production
Le film a été tourné aux Elstree Studios en utilisant un système expérimental en couleur, mais a été diffusé dans une version en noir et blanc.